# Chloeres prasochroa
Chloeres prasochroa är en fjärilsart som beskrevs av Turner 1931. Chloeres prasochroa ingår i släktet Chloeres och familjen mätare. Inga underarter finns listade i Catalogue of Life.